# Арарипина (микрорегион)

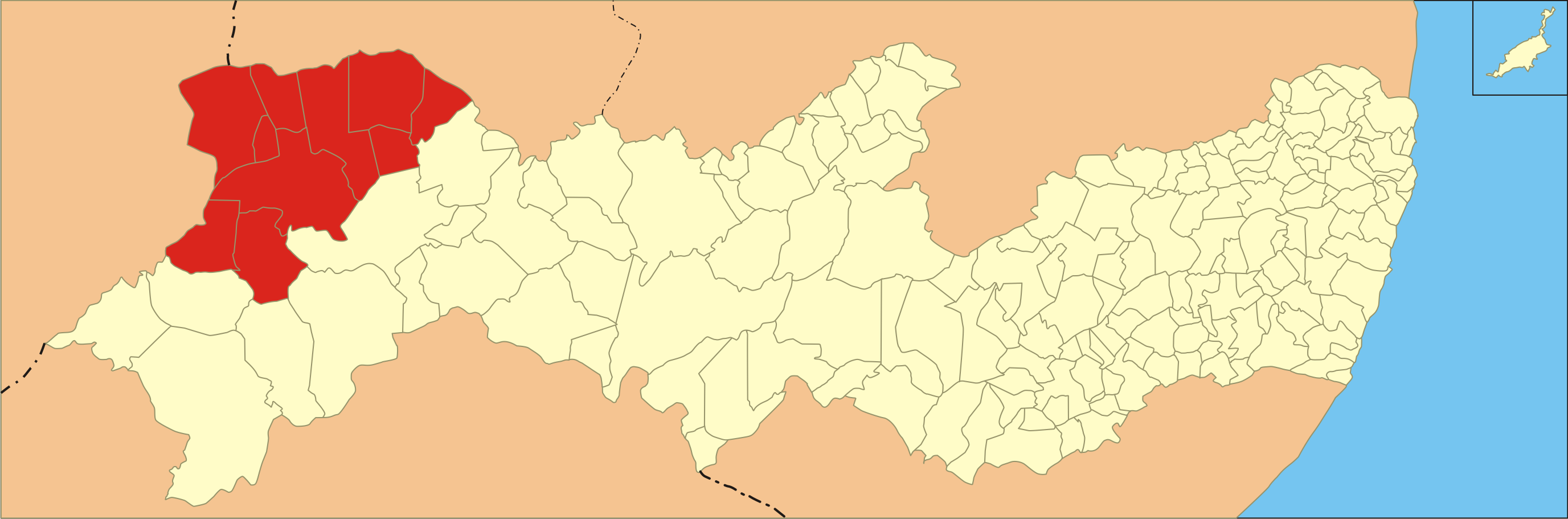
Арарипина на карте.

Арарипина (порт. Microrregião de Araripina) — микрорегион в Бразилии, входит в штат Пернамбуку. Составная часть мезорегиона Сертан штата Пернамбуку.

Население составляет 	307 642	 человека (на 2010 год). Площадь — 	11 546,773	 км². Плотность населения — 	26,64	 чел./км².

## Демография
Согласно сведениям, собранным в ходе переписи 2010 г. Национальным институтом географии и статистики (IBGE), население микрорегиона составляет:						
| Полное население                             | Полное население                             | Полное население                             | Полное население                             | 307 642 |
| -------------------------------------------- | -------------------------------------------- | -------------------------------------------- | -------------------------------------------- | ------- |
| в том числе:                                 | Городское население                          | 165 062                                      | Процент городского населения, %              | 53,65   |
|                                              | Сельское население                           | 142 580                                      | Процент сельского населения, %               | 46,35   |
|                                              | Мужское население                            | 152 003                                      | Процент мужского населения, %                | 49,41   |
|                                              | Женское население                            | 155 639                                      | Процент женского населения, %                | 50,59   |
| Плотность населения, чел/км²                 | Плотность населения, чел/км²                 | Плотность населения, чел/км²                 | Плотность населения, чел/км²                 | 26,64   |
| Население микрорегиона в % к населению штата | Население микрорегиона в % к населению штата | Население микрорегиона в % к населению штата | Население микрорегиона в % к населению штата | 3,50    |

## Состав микрорегиона
В составе микрорегиона включены следующие муниципалитеты:
1. Арарипина
2. Бодоко
3. Эшу
4. Граниту
5. Ипуби
6. Морейландия
7. Орикури
8. Санта-Крус
9. Санта-Филомена
10. Триндади